# Handsome Guys
Handsome Guys (hangul 핸섬가이즈) és una pel·lícula de comèdia de terror de Corea del Sud del 2024 escrita i dirigida per Nam Dong-hyeop, protagonitzada per Lee Sung-min, Lee Hee-joon, Gong Seung-yeon, Park Ji-hwan, i Lee Kyu-hyung. És un remake de la pel·lícula de comèdia de terror canadenca del 2010 Tucker & Dale vs. Evil. La pel·lícula es va estrenar a les sales el 26 de juny de 2024.

## Argument
Jae-pil i Sang-goo deixen una primera impressió inoblidable des del seu primer dia de mudances. Es converteixen en objecte d'una vigilància especial per part dels agents de la policia local, el cap Choi i Nam Dong-yoon. Malgrat això, estan contents de tenir un nou començament a la casa dels seus somnis d'estil europeu.
No obstant això, la felicitat és de curta durada quan intenten salvar la Mi-na de gairebé s'ofega. En canvi, acaben sent confosos amb segrestadors. Mentrestant, un ambient fosc comença a envoltar la casa mentre convidats no convidats vénen a buscar la Mi-na, i l'esperit maligne que estava segellat al soterrani es desperta.

## Repartiment
- Lee Sung-min com a Kang Jae-pil[3]
- Lee Hee-joon com a Park Sang-goo[4]
- Gong Seung-yeon com a Kim Mi-na[5]
- Park Ji-hwan com a cap Choi
- Lee Kyu-hyung com a Nam Dong-yoon
- Woo Hyun com el Pare Kim
- Jang Dong-joo com a Lee Seong-bin
- Kim Do-hoon com a Jason
- Bin Chan-wook com a Kang Yong-jun
- Park Jeong-hwa com a Bo-ra
- Kang Ki-doong com a Byeong-jo
- Park Kyung-hye com a Sun-ok
- Lee Seo-hwan com a president immobiliari
- Song Yoo-hyun com a monja
- Jamie Horan com el pare Baker
- Jin Tae-geon com Yohan
- Im Won-hee com a Lee Won-hee

## Producció
La pel·lícula estava programada inicialment per estrenar-se el 2021, però es va retardar tres anys. Els informes inicials després de començar el rodatge van suggerir que s'estrenaria el 2021.
La pel·lícula es va mostrar juntament amb The Hidden Face, The Plot i The Land of Happiness a l'estand de Contents Panda a l'Asian Contents & Film Market 2023. També va ser convidat a la secció Panorama del LVII Festival Internacional de Cinema Fantàstic de Catalunya.
Handsome Guys és la quarta vegada que Lee Sung-min i Lee Hee-joon apareixen junts en una obra, després de Sori: Voice From the Heart, The Drug King, i The Man Standing Next.

## Reconeixements
| Cerimònia de premi   | Any  | Categoria                | Nominat         | Resultat | Ref.   |
| -------------------- | ---- | ------------------------ | --------------- | -------- | ------ |
| Baeksang Arts Awards | 2025 | Millor Director Nou      | Nam Dong-hyeop  | Pendent  | [ 10 ] |
| Baeksang Arts Awards | 2025 | Millor Actor             | Lee Hee-joon    | Pendent  | [ 10 ] |
| Baeksang Arts Awards | 2025 | Millor actriu secundària | Gong Seung-yeon | Pendent  | [ 10 ] |